# ديبورتيس إيكيكي
نادي ديبورتيس إيكيكي  هو نادٍ تشيلي لكرة القدم مقره في إيكيكي وهو يلعب حالياُ في دوري الدرجة الأولى التشيلية. تأسس في عام 1978، ويلعب النادي علي ملعب تييرا دي كامبيونيس الذي يتسع لـ 13.171 متفرج.

## الملعب
لعب النادي في ملعب تييرا دي كامبيونيس بين عامي 1994 و 2016، لكن هذا الملعب يخضع حاليًا لإعادة بناء كاملة.

## الإنجازات

### المحلية
- كأس تشيلي (3): 1980 ، 2010 ، 2013-14

- دوري الدرجة الثانية (3) : 1979 ، 1997-C ، 2010

- دوري الدرجة الثالثة (1) :2006